# 오몰시

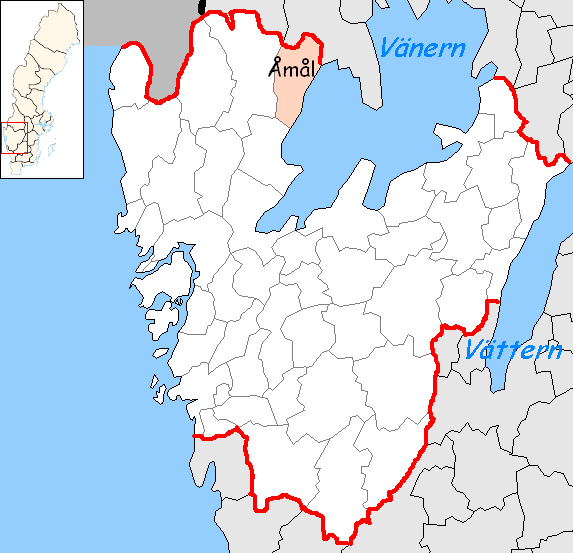
오몰 시의 위치

오몰시(스웨덴어: Åmåls kommun)는 스웨덴 베스트라예탈란드주에 위치한 지방 자치체로 행정 중심지는 오몰이며 면적은 889.71km2, 인구는 12,801명(2016년 12월 31일 기준), 인구 밀도는 14명/km2이다.

시 문장